# آرمن داربینیان

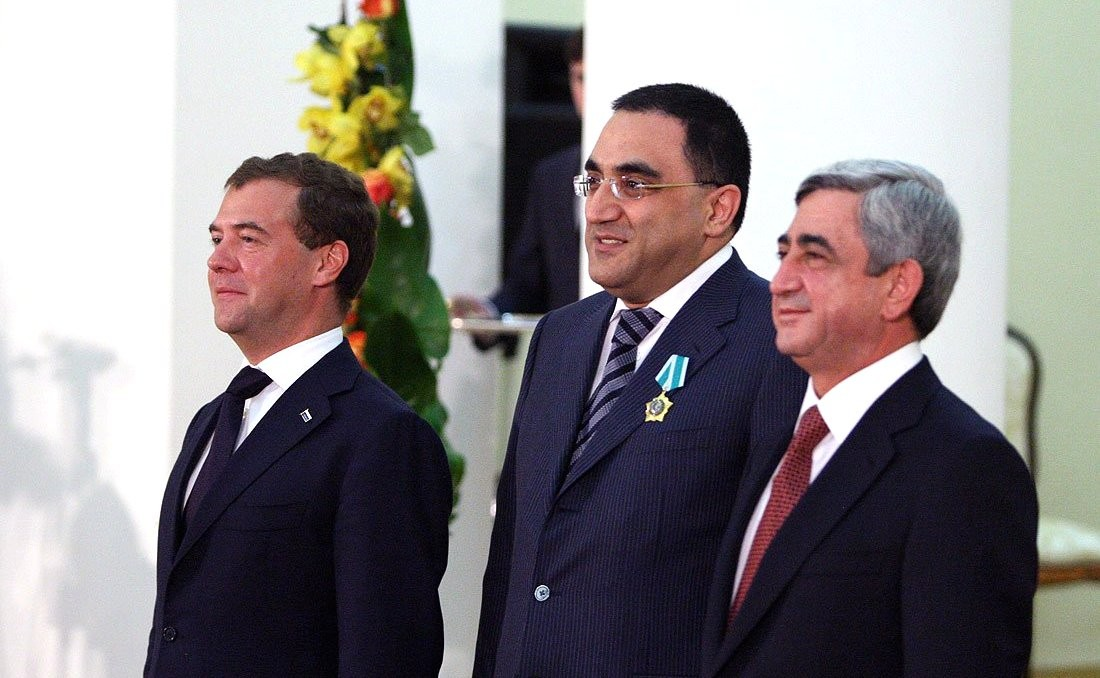

آرمن رازمیکی داربینیان (Արմեն Ռազմիկի Դարբինյան؛ زادهٔ ۲۳ ژانویهٔ ۱۹۶۵ در لنیناکان) یک سیاست‌مدار، و اقتصاددان اهل ارمنستان که از ۱۰ آوریل ۱۹۹۸ تا ۱۱ ژوئن ۱۹۹۹ نخست‌وزیر ارمنستان بود. وی مدرک افتخاری در سال ۱۹۸۶ از دانشکده اقتصاد دانشگاه دولتی مسکو دریافت نمود. دوره کارشناسی ارشد را در سال ۱۹۸۹ در دانشگاه دولتی مسکو به اتمام رسانید. در سال ۱۹۹۴ به عنوان نخستین نایب رئیس بانک مرکزی ارمنستان برگزیده شد. داربینیان در سال ۱۹۹۷ به عنوان وزیر اقتصاد و دارایی ارمنستان برگزیده شد. وی همچنین بین سال‌های ۱۹۹۹ تا ۲۰۰۰ به عنوان وزیر صنعت و تجارت جمهوری ارمنستان خدمت نمود. وی همچنین به دریافت «مدال موسس خورناتسی» و «نشان دوستی» نایل گردیده‌است.